# 笠掛優
笠掛 優（かさがけ ゆう、2001年10月1日 - ）は、ラグビーユニオンの選手。

## 略歴
2020年、札幌山の手高校 卒業後、東洋大学に入る。
2024年、アーリーエントリーで三重ホンダヒートに加入。
2025年5月31日、三重ホンダヒート退団を発表。